# Краснополянський сільський округ (Тайиншинський район)
Краснополя́нський сільський округ (каз. Красная Поляна ауылдық округі, рос. Краснополянский сельский округ) — адміністративна одиниця у складі Тайиншинського району Північноказахстанської області Казахстану. Адміністративний центр — село Красна Поляна.
Населення — 1442 особи (2021; 2292 у 2009, 3535 у 1999, 4738 у 1989).
Станом на 1989 рік існували Краснодольська сільська рада (села Краснодольське, Ростовка, Южне; 197,58 км²), Краснополянська сільська рада (села Добржановка, Красна Поляна; 173,18 км²), Озерна сільська рада (села Озерне, Степне; 146,54 км²) та Чернігівська сільська рада (села Глибоке, Чернігівка; 134,67 км²) колишнього Келлеровського району. Село Ростовка було ліквідоване 2008 року, село Глибоке — 2024 року.

## Склад
До складу округу входять такі населені пункти:
| Населений пункт      | Старі назви | Населення, осіб (1989) | Населення, осіб (1999) | Населення, осіб (2009) | Населення, осіб (2021) |
| -------------------- | ----------- | ---------------------- | ---------------------- | ---------------------- | ---------------------- |
| Глибоке, село        | -           | 324                    | 233                    | 48                     | 16                     |
| Доброжановка, село   | Добржановка | 258                    | 249                    | 174                    | 77                     |
| Красна Поляна, село  | -           | 1368                   | 983                    | 696                    | 576                    |
| Краснодольське, село | -           | 645                    | 476                    | 299                    | 156                    |
| Озерне, село         | -           | 642                    | 605                    | 511                    | 321                    |
| Ростовка, село       | -           | 119                    | 84                     | -                      | -                      |
| Степне, село         | -           | 267                    | 217                    | 149                    | 79                     |
| Чернігівське, село   | Чернігівка  | 672                    | 403                    | 194                    | 92                     |
| Южне, село           | -           | 443                    | 369                    | 221                    | 125                    |